# William Trevor
William Trevor (24. května 1928 Mitchelstown, Irsko – 20. listopadu 2016 Somerset) byl irský spisovatel, autor románů a povídek, ale také divadelních, rozhlasových a televizních her.
Za svá díla získal třikrát Whitbreadovu cenu a pětkrát byl nominován na Man Bookerovu cenu. V roce 2002 byl oceněn Řádem britského impéria.

## Česká vydání
- Andělé v Ritzu (výbor povídek)
  - z různých anglických originálů vybral a uspořádal Miloš Urban, přeložila Dominika Křesťanová, doslovem opatřil Ladislav Nagy, Praha: Mladá fronta, 1998
- Čtenáři Turgeněva (Reading Turgenev z knihy Two Lives, 1991)
  - přeložila Renata Kamenická, Brno: Barrister & Principal, 2003
- Den, kdy jsme se opili dortem a jiné povídky (výbor povídek)
  - přeložila Lenka Urbanová, Praha: Argo, 2006
- Děti z Dynmouthu (The Children of Dynmouth, 1976)
  - přeložila a doslovem opatřila Dominika Křesťanová, Praha: Mladá fronta, 2001
- Dům v Umbrii (My House in Umbria z knihy Two Lives, 1991)
  - přeložila Renata Kamenická, Brno: Barrister & Principal, 2005
- Láska a léto (Love and Summer, 2009)
  - přeložila Petra Nagyová, Praha: Mladá fronta, 2010
- Příběh Lucy Gaultové (The Story of Lucy Gault, 2002)
  - přeložil Viktor Janiš, Praha: Mladá fronta, 2011